# Joesef
Joseph Traynor (Garthamlock, Reino Unido; 10 de julio de 1995) conocido artísticamente como Joesef, es un cantante de Reino Unido de música alternativa.

## Biografía
Nació y creció en el suburbio de Garthamlock en Glasgow, Escocia. Su madre es una maquillista y estilista, mientras que sus dos hermanos mayores trabajaban como carpinteros y mecánicos; uno de ellos siendo Barney Lister. Su acercamiento a la música fue gracias a su familia, que siempre fue muy entusiasta y crecería escuchando a The Mamas & The Papas y Al Green. Joesef es bisexual.
Realizó su primer show en King Tut's Wah Wah Hut en el 2019 después de publicar solamente clips de su música redes sociales. Se mudó a Londres a finales de 2020. Su álbum debut, Permanent Damage ("Daño permanente" en español), fue lanzado el 13 de enero de 2023.

## Discografía
Álbumes de estudio
- Permanent Damage (2023)

Extended plays (EP)
- Play Me Something Nice (2019)[4]
- Does It Make You Feel Good? (2020)[2]
- Late To The Party (2021)

Sencillos
- "Limbo" (2019)
- "Loverboy" (2019)
- "Don't Give In" (2019)
- "Think That I Don't Need Your Love" (2020)
- "The Sun Is Up Forever" (2020)
- "I Wonder Why" (con Loyle Carner ) (2020)
- "Does It Make You Feel Good?" (2020)
- "Fire" (2021)[2]
- "It's Been A Little Heavy Lately" (2022)[6]
- "East End Coast" (2022)
- "Joe" (2022)
- "Just Come Home with Me Tonight" (2022)[5]
- "Borderline" (2023)